# Paso de Carretas
Paso de Carretas är en ort i Mexiko.   Den ligger i kommunen Huanímaro och delstaten Guanajuato, i den centrala delen av landet, 260 km väster om huvudstaden Mexico City. Paso de Carretas ligger 1 697 meter över havet och antalet invånare är 341.
Terrängen runt Paso de Carretas är kuperad västerut, men österut är den platt. Runt Paso de Carretas är det ganska tätbefolkat, med 166 invånare per kvadratkilometer. Närmaste större samhälle är Abasolo, 14,1 km nordväst om Paso de Carretas. Trakten runt Paso de Carretas består till största delen av jordbruksmark.